# Randwick District Rugby Union Football Club
Il Randwick District Rugby Union Football Club, spesso abbreviato in Randwick DRUFC, è un club australiano di rugby a 15 di Coogee, sobborgo della città di Randwick, nei dintorni di Sydney.
Fondato nel 1882, milita in Shute Shield, il campionato dello Stato del Nuovo Galles del Sud, competizione che ha vinto 28 volte; è noto per essere fucina di numerosi giocatori internazionali che hanno vestito la maglia sia dell'Australia, il più noto dei quali è David Campese, che di altre federazioni.
Le sue maglie sono di colore verde ed i soprannomi con i quali sono noti i suoi giocatori è Galloping Greens o Wicks; disputa i suoi incontri interni al Coogee Oval, impianto con una capienza di circa 5 000 posti.
Il presidente del club è Bob Dwyer, ex giocatore e allenatore del club nonché commissario tecnico dell'Australia Campione del mondo nel 1991.

## Palmarès
- Shute Shield: 28
1930, 1934, 1938, 1940, 1948, 1959, 1965, 1966, 1967, 1971,
1973, 1974, 1978, 1979, 1980, 1981, 1982, 1984, 1987, 1988,
1989, 1990, 1991, 1992, 1994, 1996, 2000, 2004
- Australian Club Championship: 6
1982, 1983, 1988, 1989, 1991, 1997
- Melrose Sevens: 1 
1990